# Toccata de Bonis
La Toccata en sol, op. 97, est une œuvre pour orgue de la compositrice Mel Bonis.

## Composition
Mel Bonis compose sa Toccata pour orgue ou harmonium. L'œuvre est dédiée à Désiré Walter « à l'occasion de ses cinquante ans de professorat ». Il existe trois manuscrits dont deux sont écrits pour harmonium et un troisième intitulé « Toccata pour grand-orgue pour orgue à pédale ». Elle est publiée pour la première fois par La Musique sacrée en 1934, puis rééditée en 1971 par les éditions Carrara, et en 2011 par les éditions Armiane.

## Analyse
Henri Letocart a notamment aidé la compositrice dans la registration et l'adaptation de cette pièce. L'œuvre porte un titre très en vogue pour l'époque.

## Réception
Désiré Walter joue souvent la Toccata, comme il l'écrit dans La Musique sacrée : « J'exécute souvent cette pièce […] soit aux offices, soit aux Concerts spirituels : elle a été toujours très admirée ».
Le titulaire de l'orgue de l'Église Saint-Dominique de Paris, André Bürg, joue la pièce dans les années 1930.

## Enregistrement
- Chantal de Zeeuw, orgue de l'église de Roquevaire (mars 2020, coll. « Compositrices » Voice of Lyrics/Media Sound) (OCLC 785746995) — avec des œuvres pour orgue de Nadia Boulanger et Elfrida Andrée.

## Sources
- Étienne Jardin, Mel Bonis (1858-1937) : parcours d'une compositrice de la Belle Époque, 2020 (ISBN 978-2-330-13313-9 et 2-330-13313-8, OCLC 1153996478, lire en ligne)